# Kanchanaburi
Kanchanaburi (thailändisch: กาญจนบุรี, [kaːntɕànábùriː]; umgangssprachlich oft nur Kan oder Kan Buri genannt) ist die Hauptstadt der Provinz Kanchanaburi im Westen der Zentralregion von Thailand.
Kanchanaburi liegt teilweise im Landkreis (Amphoe) Mueang Kanchanaburi und teilweise in Amphoe Tha Muang. Es hat seit 1935 den Verwaltungsstatus einer „Stadt-Kommune“ (Thesaban Mueang) und hatte im Jahr 2017 25,651 Einwohner.

## Geographie
Kanchanaburi liegt am Zusammenfluss des Mae Nam Khwae Noi mit dem Mae Nam Khwae Yai, der ab da Mae Nam Mae Klong heißt. Die Stadt ist etwa 130 km von der Hauptstadt Bangkok entfernt.

## Klima
|                       | Jan  | Feb  | Mär  | Apr  | Mai   | Jun  | Jul   | Aug   | Sep   | Okt   | Nov  | Dez  |   |         |
| Mittl. Tagesmax. (°C) | 33,0 | 35,6 | 37,6 | 38,4 | 36,1  | 34,3 | 33,9  | 33,5  | 33,4  | 32,1  | 31,2 | 31,1 | ⌀ | 34,2    |
| Mittl. Tagesmin. (°C) | 19,4 | 21,6 | 23,9 | 25,9 | 25,7  | 25,3 | 25,0  | 24,8  | 24,4  | 23,6  | 21,8 | 19,1 | ⌀ | 23,4    |
|                       |      |      |      |      |       |      |       |       |       |       |      |      |   |         |
| Niederschlag (mm)     | 5,4  | 10,6 | 30,3 | 71,5 | 133,4 | 84,4 | 100,7 | 106,5 | 222,8 | 210,8 | 63,1 | 6,1  | Σ | 1.045,6 |
|                       |      |      |      |      |       |      |       |       |       |       |      |      |   |         |
| Regentage (d)         | 1,0  | 1,5  | 2,7  | 5,6  | 13,1  | 14,0 | 15,6  | 16,1  | 18,1  | 15,4  | 5,5  | 1,0  | Σ | 109,6   |

| 19,4 |

| 21,6 |

| 23,9 |

| 25,9 |

| 25,7 |

| 25,3 |

| 25,0 |

| 24,8 |

| 24,4 |

| 23,6 |

| 21,8 |

| 19,1 |

| 19,4 |

| 21,6 |

| 23,9 |

| 25,9 |

| 25,7 |

| 25,3 |

| 25,0 |

| 24,8 |

| 24,4 |

| 23,6 |

| 21,8 |

| 19,1 |

| N i e d e r s c h l a g | 5,4 | 10,6 | 30,3 | 71,5 | 133,4 | 84,4 | 100,7 | 106,5 | 222,8 | 210,8 | 63,1 | 6,1 |
|                         | Jan | Feb  | Mär  | Apr  | Mai   | Jun  | Jul   | Aug   | Sep   | Okt   | Nov  | Dez |

## Wirtschaft und Bedeutung
Der fruchtbare Boden der Gegend wird intensiv genutzt: Hauptprodukte sind neben Reis Zuckerrohr, Maniok, Mais, Tabak und Baumwolle.
Der Tourismus spielt eine große Rolle. Die Stadt ist bekannt für die Eisenbahnbrücke, die durch den Roman und den Film „Die Brücke am Kwai“ weltberühmt ist, und für die schöne Landschaft in der Umgebung. Auf Grund der Nähe zu Bangkok ist sie auch ein beliebtes Ziel für Kurzurlaube.
In der bergigen Landschaft westlich und nördlich von Kanchanaburi gibt es zahlreich ergiebige Edelsteinminen. Hier findet man Saphire und Spinell.

## Geschichte
Die Gegend um Kanchanaburi ist bereits seit der Steinzeit besiedelt, wie Funde von Begräbnisstätten zeigen.
Die Stadt (Mueang) ist ebenfalls eine frühe Gründung, wurde allerdings erst 1833 unter König Nang Klao (Rama III.) an die jetzige Stelle verlegt.

## Sehenswürdigkeiten
- River Kwai-Brücke – die japanische Besatzungsmacht setzte während des Zweiten Weltkriegs asiatische Zwangsarbeiter und westliche Kriegsgefangene ein, um eine wichtige Eisenbahnbrücke über den Khwae Yai zur logistischen Unterstützung der japanischen Besetzung Birmas zu errichten: die aus Literatur und Film bekannte Brücke am Kwai. Da rund 100.000 asiatische und 16.000 westliche Arbeiter starben, wurde die Eisenbahnverbindung nach Birma „Todeseisenbahn“ (Death Railway) genannt.
- Kloster Wat Pa Luangta Bua – das 1994 gebaute Kloster ist ein sehr beliebtes Ziel für Touristen und hauptsächlich dafür bekannt, dass man die dort lebenden (angeblich verwaisten) Tiger sehen und auch streicheln darf.
- Kloster Wat Tham Khao Pun – Höhlentempel auf einer Erhebung nahe Kanchanaburi mit schöner Aussicht auf den Khwae Noi

## Söhne und Töchter der Stadt
- Pramote Teerawiwatana (1967–2012), Badmintonspieler
- Wiradech Kothny (* 1979), Fechter
- Patiparn Phetphun (* 1980), Fußballspieler
- Kosin Hembut (* 1982), Fußballspieler
- Duangta Kongthong (* 1982), Sängerin
- Sompob Nilwong (* 1983), Fußballspieler
- Suchao Nuchnum (* 1983), Fußballspieler
- Sirachat Preedaboon (* 1983), Fußballspieler
- Jakkrit Khemnak (* 1987), Fußballspieler
- Pollawut Kwasena (* 1988), Fußballspieler
- Praweenwat Boonyong (* 1990), Fußballspieler
- Supot Jodjam (* 1990), Fußballspieler
- Kritsana Kasemkulvilai (* 1990), Fußballspieler
- Sakda Kumkun (* 1990), Fußballspieler
- Panwat Gimsrang (* 1995), Hammerwerferin

### Bücher
- Stuart Young: Life on the Death Railway, Pen & Sword Books, Barnsley, 2013

### E-Books
- Axel Ertelt: Kanchanaburi und die Brücke am Kwai, E-Book, Ancient Mail Verlag, Groß-Gerau, 2013